# Distretto di Altınekin
Il distretto di Altınekin (in turco Altınekin ilçesi) è uno dei distretti della provincia di Konya, in Turchia.